# Morte à América

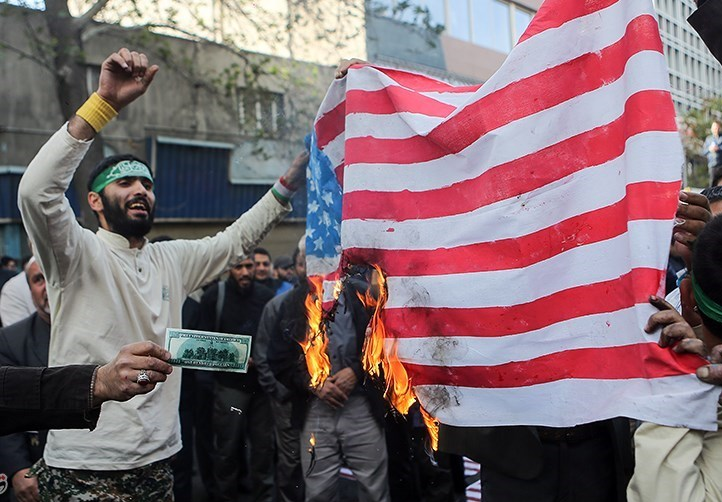
Manifestantes iranianos queimando bandeira dos EUA em Teerã, novembro de 2018

Morte à América (em coreano:  미국에 죽음을; em persa: مرگ بر آمریکا Marg bar Āmrikā; em árabe: الموت لأمريكا‎ Al Mowt Li Âmrikâ) é um slogan e canto político antiamericano. Originalmente usado pela Coreia do Norte desde a Guerra da Coreia, também tem sido usado no mundo muçulmano desde o início da Revolução Iraniana em 1979. É amplamente utilizado no Irã, Afeganistão, Líbano, Iêmen, Iraque, e Paquistão. O aiatolá Khomeini, o primeiro líder da República Islâmica do Irã, popularizou o termo. Ele se opôs ao cântico para o rádio e a televisão, mas não para protestos e outras ocasiões.
O significado literal da frase persa "Marg bar Āmrikā" é "Morte à América". Na maioria das traduções iranianas oficiais, a frase é traduzida para o inglês como a menos grosseira "Abaixo a América". O canto "Morte À America" passou a ser empregado por vários grupos antiamericanos e manifestantes em todo o mundo. Um slogan semelhante "Morte a Israel" (em persa: مرگ بر اسرائیل) também é usado e regularmente entoado nos comícios políticos iranianos. As autoridades iranianas geralmente explicam que o slogan em seu contexto histórico foi provocado pelas políticas hostis do governo dos Estados Unidos em relação ao Irã e expressa indignação com essas políticas, e não deseja a morte literal do próprio povo americano. Em um discurso para estudantes universitários, o líder supremo do Irã, Khamenei, interpretou o slogan como "morte às políticas dos EUA, morte à arrogância". Após uma reunião com comandantes do Exército e da Força Aérea, Khamenei declarou que o povo iraniano não é contra o povo americano, mas que "Morte à América" significa derrubar os líderes americanos, neste caso o presidente Trump, John Bolton e Pompeo.

## Visão geral

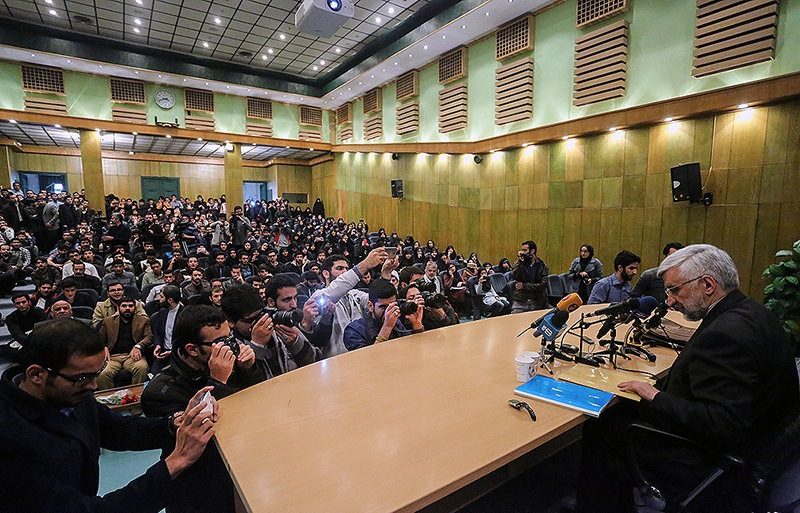
Uma conferência chamada "Vida Longa à Morte à América" realizada em 3 de novembro de 2015 na Universidade de Teerã explora as razões históricas para entoar o slogan.

Após a queda da dinastia pró-americana Pahlavi no início de 1979, os manifestantes iranianos gritavam regularmente "Morte à América" e "Morte ao Xá" fora da embaixada dos EUA em Teerã, incluindo o dia em que a embaixada foi tomada em 4 de novembro de 1979, que deu início à crise de reféns no Irã. Durante a crise, os iranianos que cercavam a embaixada gritavam "Morte à América" e "Morte a Carter". Quando o Irã libertou os 52 reféns americanos restantes em 20 de janeiro de 1981, eles foram conduzidos por um corredor de estudantes formando filas paralelas que gritavam "Morte à América" ao embarcarem no avião que os levaria para fora de Teerã. "Morte à União Soviética" e "Morte à Inglaterra " também se tornaram populares. A variação mais conhecida foi "Morte a Israel". No entanto, o slogan remonta à década de 1950, quando foi usado pela primeira vez pela Coreia do Norte durante a Guerra da Coreia (conhecida na Coreia do Norte como a Guerra de Libertação da Pátria), e ainda está em uso até os dias de hoje.
Ao longo da existência da República Islâmica do Irã, o slogan formou um pilar de seus valores revolucionários. É entoado regularmente nas orações das sextas-feiras e em outros eventos públicos, o que geralmente é acompanhado pela queima da bandeira dos Estados Unidos. Esses eventos incluem o aniversário de 4 de novembro da tomada da embaixada dos Estados Unidos, que os líderes iranianos declararam em 1987 como feriado nacional, chamado de "Dia da Morte à América". Murais patrocinados pelo Estado que apresentam o slogan "Morte à América" são comuns nas cidades iranianas, particularmente em Teerã.
No entanto, de acordo com Hashemi Rafsanjani, Khomeini concordou em princípio em abandonar o uso do slogan em 1984. A declaração de Rafsanjani foi rejeitada por seus oponentes de linha dura que disseram que "O Imam ao longo de sua vida chamou a América de 'o Grande Satã'. Ele acreditava que todos os problemas dos muçulmanos eram causados pela América".
De acordo com a revista Politico, após os ataques de 11 de setembro, Sayyed Ali Khamenei, o líder supremo do Irã, "suspendeu temporariamente os gritos de 'Morte à América' nas orações de sexta-feira".

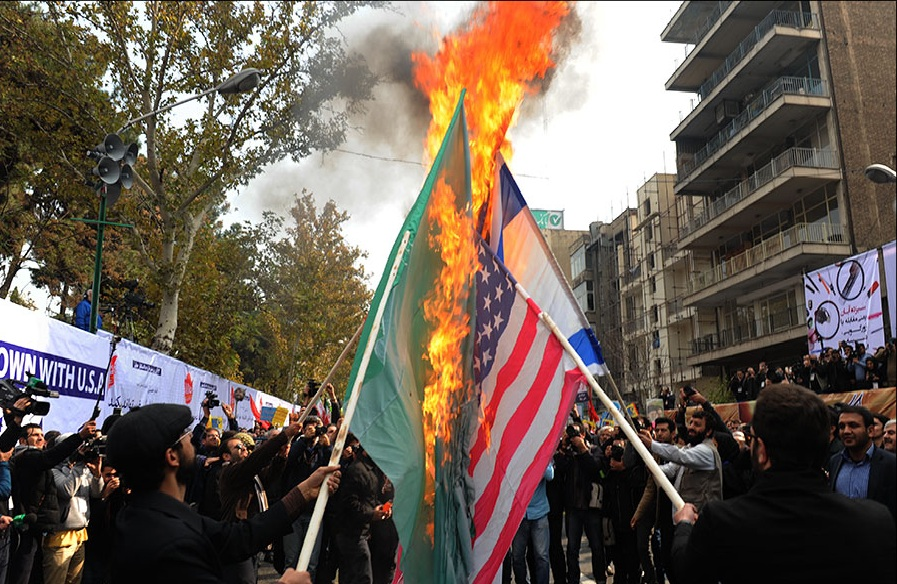
Bandeiras dos EUA e Israel queimando em protesto em Teerã contra o governo dos Estados Unidos

Em 21 de março de 2015, o líder supremo do Irã, Ali Khamenei, apoiou e gritou a frase 'Morte à América' durante uma reunião pública no Irã, durante o feriado de Nowruz, o Ano Novo persa. Em nota publicada em seu site em 3 de novembro de 2015, Khamenei disse: "Nem é preciso dizer que o slogan não significa morte para a nação americana; esse slogan significa morte às políticas dos EUA, morte à arrogância."
Em 23 de junho de 2017, durante o Dia de Quds, os manifestantes gritaram "Morte à América" e "Morte a Israel". Em 25 de abril de 2018, o Irã anunciou que um emoji "Morte à América" seria incluído em um aplicativo de mensagens produzido internamente. Em 9 de maio de 2018, uma bandeira americana foi queimada no Parlamento iraniano em meio a gritos de 'Morte à América' depois que o presidente Donald Trump se retirou do acordo nuclear com o Irã. Em 4 de novembro de 2018, Louis Farrakhan, líder do grupo religioso Nação do Islã, liderou um cântico de "Morte à América" durante uma viagem de solidariedade ao Irã, antes das sanções que seriam impostas pelo governo Trump.
Muitos manifestantes do governo anti-iraniano, tanto dentro do Irã quanto no exterior, usaram frases semelhantes para se manifestar contra o governo teocrático, especialmente durante osprotestos iranianos de 2019. Slogans como "Morte a Khamenei " e "Morte à República Islâmica" foram entoados nessas ocasiões. Os manifestantes também se recusaram a pisar nas bandeiras gigantes dos Estados Unidos e de Israel que haviam sido pintadas no chão das universidades, que foram elogiadas pelo presidente Donald Trump. No funeral de Qasem Soleimani, o canto "Morte à América" foi ouvido por muitos enlutados em Bagdá.

## Uso no mundo árabe

O slogan na bandeira dos Houthis no Iêmen diz: "Alá é grande. Morte à América. Morte a Israel. Uma maldição sobre os judeus. Vitória ao Islã."

Apoiadores do Hezbollah, grupo militante islâmico xiita baseado no Líbano e estreitamente alinhado ao Irã, costumam cantar "Morte à América" em manifestações de rua. Uma semana antes da invasão do Iraque pelos Estados Unidos em 20 de março de 2003, o secretário-geral do Hezbollah, Hassan Nasrallah, declarou: "No passado, quando os fuzileiros navais estavam em Beirute, gritávamos: 'Morte à América!' Hoje, quando a região está sendo preenchida com centenas de milhares de soldados americanos, 'Morte à América!' foi, é e continuará sendo nosso slogan."
O slogan dos Houthis, um grupo rebelde xiita no Iêmen também apoiado pelo Irã, é "Deus é Grande, Morte à América, Morte a Israel, Maldição sobre os judeus, Vitória ao Islã".

## Interpretação e significado
Mohammad Nahavandian, chefe de gabinete do presidente iraniano Hassan Rouhani disse que:
Se você perguntar a qualquer um que usa esse slogan [...] contra o que ela é contra, é a interferência nas políticas do Irã, derrubando um primeiro-ministro eleito nacionalmente na época de Mossadegh. Para elas, o que elas são contra é o tipo de governo que atira num avião cheio de passageiros inocentes ”(referindo-se ao voo 655 da Iran Air, um avião iraniano abatido por um navio da Marinha americana). "Para eles, não é o povo da América em si. Para eles, eles se opõem a esse tipo de política, esse tipo de atitude, esse tipo de arrogância. Não é uma nação. É um sistema de comportamento."
"Em relação às palavras 'Morte à América', queremos dizer política americana, não o povo americano", disse Hussein al Hamran, chefe de Relações Exteriores da Ansar Allah (Houthis). Ali al-Bukhayti, um ex-porta-voz e face oficial dos Houthis na mídia, disse: "Na verdade, não queremos a morte de ninguém. O slogan é simplesmente contra a interferência desses governos [por exemplo EUA e Israel]".
O presidente iraniano Hassan Rouhani também rejeitou a interpretação literal do slogan, afirmando que o slogan é expressar oposição às políticas intrusivas dos EUA, em vez de ódio contra o povo americano.
O professor de Direito David Luban vê o slogan como um chamado literal para ataques aos Estados Unidos, como os ataques de 11 de setembro.
O escritor de viagens Rick Steves registra um motorista de táxi em Teerã exclamando "Morte ao tráfego!" em inglês, explicando que “quando algo nos frustra e não temos controle sobre isso, é o que dizemos”. Steves compara a frase ao uso não literal da palavra damn (condenação) no inglês americano.